# Looking 4 Myself
A Looking 4 Myself Usher amerikai énekes 7. stúdióalbuma. Az albumot már 2011-ben elkezdte felvenni, így sok idő állt rendelkezésre, hogy minőségi dalokat szerezzen. 2011-ben írta a Climax, a Scream, a Looking 4 Myself, a Can't Stop Won't Stop, az I Care for U, és a Show Me című számokat.
A legelső dala a  Looking 4 Myself volt, amit az OMG Tour után szerzett 2011 júniusában. 2012-ben megkezdte az album videóklipjeit forgatni. Az album készítésében más producerek is részt vettek, mint a Swedish House Mafia és David Guetta. Sok énekessel is együtt dolgozott, mint például Will i Am és Rick Ross.
Usher első kislemeze, amit először David Guetta Nothing But The Beat albumán hallhattunk, 2011 nyár végén jelent meg. A zenét David Guetta  készítette, a szövegben pedig Usher is közreműködött.
Az album második kislemeze a Climax urban, siker lett az Egyesült Államokban, ahol 11 héten keresztül vezette az R&B toplistát. A dal egy csendes lassú R&B dal. Usher két hónapot dolgozott a dalon.
A Scream című dalával Usher pedig ismét nemzetközi sikereket ért el, a szám az Egyesült Királyságban és Kanadában is a top 10-be került. A számot egyébként a magyar rádiók is játszották, itthon a dal 21. helyen chartolt a Mahasz Rádiós Top 40-ben.
A negyedik kislemeze egy közepes tempójú R&B dal a Lemme See című szám volt, ami megint berobbant az R&B kultúrában.  A szám szövegét Usher írta, a zenei aláfestést pedig Rick Ross segítségével csinálták. A számot már május közepén játszotta a rádió.
Az album ötödik kislemeze ami már az album után jelent meg a Dive szám volt. A szám R&B elemekkel kiegészített lassú Popzene. A rádióban augusztus közepétől hallható. A klip Amerikában augusztus közepén, nálunk viszont csak szeptember elején jelent meg.
Usher hatodik kislemeze a Numb volt. Az énekes minden érzelmét beletette a dalba hiszen egy családi balesetről szól. A szöveget ő írta, de a zenei aláfestést a jól ismert DJ-trió a Swedish House Mafia, csinálta. Ez a dal egyébként már augusztus közepétől hallható volt a rádióba.
Az Euphoria szám Usher hetedik kislemeze 2012 decemberére lett bejelentve a tervek szerint, de csak 2013 január végére lett kész. A szám egy gyorsabb dallamú Popzene amit a Swedish House Mafia. A dalt 2012 végén adták le először rádióban.

## Zenelista
1. "Can't Stop Won't Stop"     (Feat. Will i am)
2. "Scream"
3. "Climax"
4. "I Care for U"
5. "Show Me"
6. "Lemme See"     (Feat. Rick Ross)
7. "Twisted"     (Feat. Pharrell)
8. "Dive"
9. "What Happened to U"
10. "Looking 4 Myself"     (Feat. Luke Steele)
11. "Numb"
12. "Lessons for the Lover"
13. "Sins of My Father"
14. "Euphoria"

Deluxe songs:
1. "I.F.U."
2. "Say The Words - Sid, Surahn"
3. "2nd Round"
4. "Hot Thing"  (Feat. A$AP Rocky)
5. "Go Missing"

+ Bonus song:
- "Without You"[4]